# セルゲイ・ミリンコヴィッチ＝サヴィッチ
セルゲイ・ミリンコヴィッチ＝サヴィッチ（Сергеј Милинковић-Савић、Sergej Milinković-Savić、1995年2月27日 - ）は、スペイン・カタルーニャ州リェイダ出身のサッカー選手。サウジ・プロフェッショナルリーグ・アル・ヒラル所属。セルビア代表。ポジションはミッドフィールダー。

## 生い立ち
スペインのカタルーニャ州ルイーダでセルビア人のスポーツ一家のもとに生まれた。父親のニコラ・ミリンコヴィッチは当時サッカーのプロ選手として活躍していた。母親のミラナ・サヴィッチはプロのバスケットボール選手だった。弟にはゴールキーパーとしてプレーするヴァニャ・ミリンコヴィッチ＝サヴィッチがいる。
セルゲイは、父親がポルトガルでプレーしていた時に、スポルティングCPでサッカーのキャリアを始めた。セルビア国籍に加え、スペイン国籍も所有している。

## クラブ経歴

### ヴォイヴォディナ
FKヴォイヴォディナ・ノヴィ・サドの下部組織出身。ミヤト・ガチノヴィッチ、ネボイシャ・コソヴィッチと共に国内のユース選手権で二回タイトルを制覇し台頭した。2012年12月16日に3年契約でプロ契約を締結。
2013年11月23日のFKヤゴディナ戦でトップチーム初出場したもののアウェーで3-0の敗北に終わった。2014年3月9日のFKスパルタク・スボティツァ戦で初得点。2013-14シーズンのセルビア・スーペルリーガでは13試合3得点の結果となった。また同シーズンのセルビア・カップを制した。

### ヘンク
2014年6月に5年契約でKRCヘンクに移籍し背番号20番を背負った。8月2日、ホームのサークル・ブルッヘ戦で初出場、2015年1月18日のスポルティング・ロケレン戦で初得点。2014-15シーズン、ジュピラー・プロ・リーグで24試合に出場し5得点の結果を残した。

### ラツィオ
2015年7月31日にはSSラツィオに移籍。同年8月18日のUEFAチャンピオンズリーグ 2015-16 予選のバイエル・レバークーゼン戦で初出場。9月17日のUEFAヨーロッパリーグ 2015-16 グループリーグのFCドニプロ戦で初得点。セリエAでは翌2016年1月9日のACFフィオレンティーナ戦で初得点。
2017-18シーズン、リーグ戦12ゴールを決めるなどの活躍で、セリエA年間ベストイレブンにも選出された。
2018-19シーズン、コッパ・イタリア決勝アタランタ戦では決勝ゴールとなるヘディングを決め優勝に貢献、また同シーズンのセリエA最優秀MFにも選ばれた。
2019-20シーズン、チームの好成績に貢献し、12月のセリエA月間最優秀選手賞を受賞した。

### アル・ヒラル
2023年7月12日、サウジ・プロフェッショナルリーグのアル・ヒラルへの移籍が発表された。移籍金は4000万ユーロで、契約期間は3年+1年の延長オプション。

## 代表経歴
セルビアU-19代表としてUEFA U-19欧州選手権2013に出場し優勝。5試合中4試合でフル出場し、決勝のフランス戦でもフル出場した。
U-20代表としては2015 FIFA U-20ワールドカップに出場し、中心選手の一人として活躍。その活躍によってブロンズボールを受賞した。
2018 FIFAワールドカップではセルビア代表に選出され、グループステージの3戦全てに出場した。
2020年10月8日、UEFA EURO 2020予選プレーオフのノルウェー戦で、代表初ゴールを含む2ゴールを決め、2-1での勝利に貢献した。
2022年、ワールドカップカタール大会ではグループリーグ第2戦のカメルーン戦で1ゴールを挙げた。

## 人物
スポーツ一家で父のニコラ・ミリンコヴィッチは元サッカー選手で、スペインのUEリェイダなどでプレーした。セルゲイはニコラがUEリェイダでプレーしていた際にスペインで出生したため、スペイン国籍を保有している。母のミラナ・サヴィッチはプロバスケットボール選手で、弟のヴァニャ・ミリンコヴィッチ＝サヴィッチもセルビア年代別代表経験のあるサッカー選手である。
代理人は元セルビア・モンテネグロ代表のマテヤ・ケジュマンが務めている。

## 個人成績

### クラブ
2022-23シーズン終了時点
| クラブ           | シーズン     | リーグ戦       | リーグ戦 | リーグ戦 | 国内カップ | 国内カップ | 国際大会 | 国際大会 | その他 | その他 | 合計 | 合計 |
| クラブ           | シーズン     | ディビジョン   | 出場     | 得点     | 出場       | 得点       | 出場     | 得点     | 出場   | 得点   | 出場 | 得点 |
| ---------------- | ------------ | -------------- | -------- | -------- | ---------- | ---------- | -------- | -------- | ------ | ------ | ---- | ---- |
| ヴォイヴォディナ | 2013-14      | スーペルリーガ | 13       | 3        | 3          | 1          | 0        | 0        | -      | -      | 16   | 4    |
| KRCヘンク        | 2014-15      | プロ・リーグ   | 24       | 5        | 0          | 0          | -        | -        | -      | -      | 24   | 5    |
| SSラツィオ       | 2015-16      | セリエA        | 25       | 1        | 2          | 0          | 8        | 2        | 0      | 0      | 35   | 3    |
| SSラツィオ       | 2016-17      | セリエA        | 34       | 4        | 5          | 3          | -        | -        | -      | -      | 39   | 7    |
| SSラツィオ       | 2017-18      | セリエA        | 35       | 12       | 4          | 0          | 8        | 2        | 1      | 0      | 48   | 14   |
| SSラツィオ       | 2018-19      | セリエA        | 31       | 5        | 5          | 2          | 5        | 0        | 0      | 0      | 41   | 7    |
| SSラツィオ       | 2019-20      | セリエA        | 37       | 7        | 1          | 0          | 4        | 1        | 1      | 0      | 43   | 8    |
| SSラツィオ       | 2020-21      | セリエA        | 32       | 8        | 2          | 0          | 7        | 0        | -      | -      | 41   | 8    |
| SSラツィオ       | 2021-22      | セリエA        | 37       | 11       | 2          | 0          | 8        | 0        | -      | -      | 47   | 11   |
| SSラツィオ       | 2022-23      | セリエA        | 36       | 9        | 2          | 0          | 9        | 2        | -      | -      | 47   | 11   |
| SSラツィオ       | 通算         | 通算           | 267      | 57       | 23         | 5          | 49       | 7        | 2      | 0      | 341  | 69   |
| キャリア通算     | キャリア通算 | キャリア通算   | 304      | 65       | 26         | 6          | 49       | 7        | 2      | 0      | 381  | 78   |

## 代表歴

### 出場大会
- U-19セルビア代表

2013年 - UEFA U-19欧州選手権2013（優勝）
2014年 - UEFA U-19欧州選手権2014（ベスト4）
- U-20セルビア代表

2015年 - 2015 FIFA U-20ワールドカップ（優勝）
- セルビア代表

2018年 - 2018 FIFAワールドカップ（グループステージ敗退）
2022年 - 2022 FIFAワールドカップ（グループステージ敗退）

### 試合数
2024年1月1日現在
- 国際Aマッチ 47試合 7得点（2017年-）[20]

| セルビア代表 | 国際Aマッチ | 国際Aマッチ |
| 年           | 出場        | 得点        |
| ------------ | ----------- | ----------- |
| 2017         | 2           | 0           |
| 2018         | 8           | 0           |
| 2019         | 5           | 0           |
| 2020         | 5           | 3           |
| 2021         | 8           | 2           |
| 2022         | 11          | 2           |
| 2023         | 8           | 0           |
| 2024         |             |             |
| 通算         | 47          | 7           |

### 得点
| # | 開催日         | 開催地                                         | 対戦国       | スコア | 結果 | 大会                          |
| - | -------------- | ---------------------------------------------- | ------------ | ------ | ---- | ----------------------------- |
| 1 | 2020年10月8日  | オスロ、ウレヴォール・スタディオン             | ノルウェー   | 1-0    | 2-1  | UEFA EURO 2020予選            |
| 2 | 2020年10月8日  | オスロ、ウレヴォール・スタディオン             | ノルウェー   | 2-1    | 2-1  | UEFA EURO 2020予選            |
| 3 | 2020年10月14日 | イスタンブール、トルコ・テレコム・アリーナ     | トルコ       | 1-0    | 2-2  | UEFAネーションズリーグ2020-21 |
| 4 | 2021年9月7日   | ダブリン、アビバ・スタジアム                   | アイルランド | 1-0    | 1-1  | 2022 FIFAワールドカップ・予選 |
| 5 | 2021年11月11日 | ベオグラード、スタディオン・ライコ・ミティッチ | カタール     | 4-0    | 4-0  | 親善試合                      |
| 6 | 2022年6月5日   | ベオグラード、スタディオン・ライコ・ミティッチ | スロベニア   | 2-1    | 4-1  | UEFAネーションズリーグ2022-23 |
| 7 | 2022年11月28日 | アル＝ワクラ、アル・ジャヌーブ・スタジアム     | カメルーン   | 2-1    | 3-3  | 2022 FIFAワールドカップ       |

## タイトル

### クラブ
ヴォイヴォディナ
- セルビア・カップ : 2013–14

ラツィオ
- スーペルコッパ・イタリアーナ : 2017
- コッパ・イタリア : 2018-19

### 代表
セルビア
- UEFA U-19欧州選手権: 2013
- FIFA U-20ワールドカップ: 2015

### 個人
- FIFA U-20ワールドカップブロンズボール: 2015
- セリエA ベストイレブン　: 2017-18
- セリエA 年間最優秀MF : 2018-19
- セリエA 月間最優秀選手賞 : 2019-20, 12月